# Spielothek-Cup 2021
Der Spielothek-Cup 2021 soll als 32. Austragung des Handballwettbewerbs am 20. und 21. August 2021 im ostwestfälischen Lübbecke in Nordrhein-Westfalen ausgetragen werden.
Neben den ständigen Teilnehmern TuS N-Lübbecke und GWD Minden haben der Titelverteidiger SC DHfK Leipzig und die TSV Hannover-Burgdorf ihre Teilnahme angekündigt.
Alle Teilnehmer werden zum Zeitpunkt der Austragung in der Bundesliga spielen. Ob im Gegensatz zum Vorjahr wieder Zuschauer zugelassen sein werden, hängt von der Entwicklung der COVID-19-Pandemie ab.

## Modus
Es wird mit vier Mannschaften im K.-o.-System mit zwei Halbfinalspielen, dem Spiel um Platz drei sowie dem Finale gespielt. Die Spielzeit beträgt 2 × 30 Minuten. Bei unentschiedenem Ausgang nach Ablauf der regulären Spielzeit gäbe es eine Verlängerung von 2 × 5 Minuten. Bei Unentschieden nach Ablauf der Verlängerung ein Siebenmeterwerfen.

## Spiele

### Halbfinale
| 20. August 2021 17:00 Uhr | TuS N-Lübbecke | -:- | TSV Hannover-Burgdorf | Merkur Arena, Lübbecke |
| 20. August 2021 17:00 Uhr | (-:-)          |     |                       | Merkur Arena, Lübbecke |
| 20. August 2021 17:00 Uhr |                |     |                       | Merkur Arena, Lübbecke |

| 20. August 2021 19:00 Uhr | GWD Minden | -:- | SC DHfK Leipzig | Merkur Arena, Lübbecke |
| 20. August 2021 19:00 Uhr | (-:-)      |     |                 | Merkur Arena, Lübbecke |
| 20. August 2021 19:00 Uhr |            |     |                 | Merkur Arena, Lübbecke |

### Spiel um Platz 3
| 21. August 2021 17:00 Uhr |       | -:- |  | Merkur Arena, Lübbecke |
| 21. August 2021 17:00 Uhr | (-:-) |     |  | Merkur Arena, Lübbecke |
| 21. August 2021 17:00 Uhr |       |     |  | Merkur Arena, Lübbecke |

### Finale
|                      |                                                                                  |                                                                                  |                      |
| Flagge nicht bekannt | Finale 21. August 2021, 19:00 Uhr in Lübbecke (Merkur Arena) Ergebnis: -:- (-:-) | Finale 21. August 2021, 19:00 Uhr in Lübbecke (Merkur Arena) Ergebnis: -:- (-:-) | Flagge nicht bekannt |
| Flagge nicht bekannt |                                                                                  |                                                                                  | Flagge nicht bekannt |